# Falköpings IBK
Falköpings IBK är en innebandyklubb som bildades i Falköping 1988 och har ett herrlag i Division 2 Västergötland. Hemmamatcherna spelas i Odenhallen.